# Zápas na Letních olympijských hrách 1976 – muži, volný styl do 57 kg
Zápas ve volném stylu ve váhové kategorii do 57 kg probíhal na Letních olympijských hrách 1976 v Montrealu, v multifunkční hale Maurice Richard Arena. O medaile se utkalo celkem 21 zápasníků.

## Turnajové výsledky
Za prohru zápasníci získávají záporné body. 6 bodů vyřazuje zápasníka z dalších bojů. Poté, co zbývají poslední tři borci, utkají se tito ve finálovém kole o medaile.
Legenda
- TF — Lopatkové vítězství
- IN — Vítězství pro soupeřovo zranění
- DQ — Vítězství pro soupeřovu pasivitu
- D1 — Vítězství pro soupeřovu pasivitu, vítěz taktéž napomínán
- D2 — Oba zápasníci diskvalifikováni pro pasivitu
- FF — Kontumační vítězství
- DNA — Soupeř nenastoupil
- TPP — Trestné body celkem
- MPP — Trestné body za zápas

Sankce
- 0 - Lopatkové vítězství, technická převaha, pro pasivitu, zranění soupeře, nenastoupení
- 0,5 - Výhra na body, 8-11 bodů rozdíl
- 1 - Výhra na body, 1-7 bodů rozdíl
- 2 - Výhra pro pasivitu, vítěz taktéž napomínán
- 3 - Prohra na body, 1-7 body rozdíl
- 3,5 - Prohra na body, 8-11 bodů rozdílu
- 4 - Prohra lopatková, technickou převahu, pro pasivitu, zranění, nenastoupení

### Kolo 1
| TPP | MPP |                            | Skóre     |                                | MPP | TPP |
| --- | --- | -------------------------- | --------- | ------------------------------ | --- | --- |
| 0   | 0   | Joe Corso (USA)            | 20 - 8    | Allah Ditta (PAK)              | 4   | 4   |
| 1   | 1   | Masao Arai (JPN)           | 13 - 9    | Miho Dukov (BUL)               | 3   | 3   |
| 4   | 4   | Gordon Smith (AUS)         | TF / 4:10 | Gigel Anghel (ROU)             | 0   | 0   |
| 0   | 0   | Ramezan Kheder (IRI)       | 23 - 5    | Michael Barry (CAN)            | 4   | 4   |
| 3   | 3   | Jung Youn-Ok (KOR)         | 26 - 28   | Georgios Chatziioannidis (GRE) | 1   | 1   |
| 4   | 4   | Barry Oldridge (NZL)       | 0 - 24    | Risto Darlev (YUG)             | 0   | 0   |
| 0   | 0   | Moises López (MEX)         | TF / 5:01 | Amrik Singh Gill (GBR)         | 4   | 4   |
| 3   | 3   | Jorge Ramos (CUB)          | 6 - 13    | László Klinga (HUN)            | 1   | 1   |
| 0   | 0   | Hans-Dieter Brüchert (GDR) | 38 - 7    | Megdiin Khoilogdorj (MGL)      | 4   | 4   |
| 0   | 0   | Vladimir Jumin (URS)       | 20 - 5    | Li Ho-Pyong (PRK)              | 4   | 4   |
| 0   |     | Zbigniew Żedzicki (POL)    |           | Bye                            |     |     |

### Kolo 2
| TPP | MPP |                                | Skóre     |                            | MPP | TPP |
| --- | --- | ------------------------------ | --------- | -------------------------- | --- | --- |
| 0   | 0   | Zbigniew Żedzicki (POL)        | TF / 1:02 | Joe Corso (USA)            | 4   | 4   |
| 8   | 4   | Allah Ditta (PAK)              | TF / 1:56 | Masao Arai (JPN)           | 0   | 1   |
| 3   | 0   | Miho Dukov (BUL)               | TF / 1:33 | Gordon Smith (AUS)         | 4   | 8   |
| 3   | 3   | Gigel Anghel (ROU)             | 15 - 18   | Ramezan Kheder (IRI)       | 1   | 1   |
| 7   | 3   | Michael Barry (CAN)            | 9 - 11    | Jung Youn-Ok (KOR)         | 1   | 4   |
| 1   | 0   | Georgios Chatziioannidis (GRE) | TF / 2:29 | Barry Oldridge (NZL)       | 4   | 8   |
| 0   | 0   | Risto Darlev (YUG)             | TF / 1:01 | Moises López (MEX)         | 4   | 4   |
| 8   | 4   | Amrik Singh Gill (GBR)         | 6 - 19    | Jorge Ramos (CUB)          | 0   | 3   |
| 5   | 4   | László Klinga (HUN)            | TF / 5:22 | Hans-Dieter Brüchert (GDR) | 0   | 0   |
| 4   | 0   | Megdiin Khoilogdorj (MGL)      | TF / 4:49 | Vladimir Jumin (URS)       | 4   | 4   |
| 0   |     | Li Ho-Pyong (PRK)              |           | Bye                        |     |     |

### Kolo 3
| TPP | MPP |                                | Skóre     |                           | MPP | TPP |
| --- | --- | ------------------------------ | --------- | ------------------------- | --- | --- |
| 5   | 1   | Li Ho-Pyong (PRK)              | 13 - 10   | Zbigniew Żedzicki (POL)   | 3   | 3   |
| 8   | 4   | Joe Corso (USA)                | TF / 8:54 | Masao Arai (JPN)          | 0   | 1   |
| 3   | 0   | Miho Dukov (BUL)               | 32 - 1    | Gigel Anghel (ROU)        | 4   | 7   |
| 1   | 0   | Ramezan Kheder (IRI)           | 24 - 9    | Jung Youn-Ok (KOR)        | 4   | 8   |
| 1   | 0   | Georgios Chatziioannidis (GRE) | TF / 6:47 | Risto Darlev (YUG)        | 4   | 4   |
| 8   | 4   | Moises López (MEX)             | DQ / 7:17 | Jorge Ramos (CUB)         | 0   | 3   |
| 9   | 4   | László Klinga (HUN)            | TF / 2:41 | Megdiin Khoilogdorj (MGL) | 0   | 4   |
| 3   | 3   | Hans-Dieter Brüchert (GDR)     | 5 - 10    | Vladimir Jumin (URS)      | 1   | 5   |

### Kolo 4
| TPP | MPP |                         | Skóre     |                                | MPP | TPP |
| --- | --- | ----------------------- | --------- | ------------------------------ | --- | --- |
| 8.5 | 3.5 | Li Ho-Pyong (PRK)       | 7 - 18    | Masao Arai (JPN)               | 0.5 | 1.5 |
| 6   | 3   | Zbigniew Żedzicki (POL) | 7 - 14    | Miho Dukov (BUL)               | 1   | 4   |
| 1   | 0   | Ramezan Kheder (IRI)    | 26 - 8    | Georgios Chatziioannidis (GRE) | 4   | 5   |
| 8   | 4   | Risto Darlev (YUG)      | TF / 7:35 | Hans-Dieter Brüchert (GDR)     | 0   | 3   |
| 7   | 4   | Jorge Ramos (CUB)       | TF / 4:15 | Megdiin Khoilogdorj (MGL)      | 0   | 4   |
| 5   |     | Vladimir Jumin (URS)    |           | Bye                            |     |     |

### Kolo 5
| TPP | MPP |                                | Skóre   |                            | MPP | TPP |
| --- | --- | ------------------------------ | ------- | -------------------------- | --- | --- |
| 6   | 1   | Vladimir Jumin (URS)           | 11 - 5  | Masao Arai (JPN)           | 3   | 4.5 |
| 5   | 1   | Miho Dukov (BUL)               | 12 - 8  | Ramezan Kheder (IRI)       | 3   | 4   |
| 8.5 | 3.5 | Georgios Chatziioannidis (GRE) | 11 - 22 | Hans-Dieter Brüchert (GDR) | 0.5 | 3.5 |
| 4   |     | Megdiin Khoilogdorj (MGL)      |         | Bye                        |     |     |

### Kolo 6
| TPP | MPP |                           | Skóre     |                            | MPP | TPP |
| --- | --- | ------------------------- | --------- | -------------------------- | --- | --- |
| 8   | 4   | Megdiin Khoilogdorj (MGL) | 3 - 22    | Masao Arai (JPN)           | 0   | 4.5 |
| 7   | 1   | Vladimir Jumin (URS)      | 9 - 4     | Miho Dukov (BUL)           | 3   | 8   |
| 8   | 4   | Ramezan Kheder (IRI)      | TF / 8:42 | Hans-Dieter Brüchert (GDR) | 0   | 3.5 |

### Finále
Výsledky z předchozích kol se započítávají do finále (žlutě zvýrazněno)
| TPP | MPP |                            | Skóre  |                            | MPP | TPP |
| --- | --- | -------------------------- | ------ | -------------------------- | --- | --- |
|     | 3   | Hans-Dieter Brüchert (GDR) | 5 - 10 | Vladimir Jumin (URS)       | 1   |     |
| 2   | 1   | Vladimir Jumin (URS)       | 11 - 5 | Masao Arai (JPN)           | 3   |     |
| 6   | 3   | Masao Arai (JPN)           | 7 - 10 | Hans-Dieter Brüchert (GDR) | 1   | 4   |

## Finálové pořadí
1. Vladimir Jumin (URS)
2. Hans-Dieter Brüchert (GDR)
3. Masao Arai (JPN)
4. Miho Dukov (BUL)
5. Ramezan Kheder (IRI)
6. Megdiin Khoilogdorj (MGL)
7. Georgios Chatziioannidis (GRE)
8. Zbigniew Żedzicki (POL)